# Miletos (Sohn des Apollon)
Miletos (altgriechisch Μίλητος Mílētos) ist in der griechischen Mythologie ein Sohn des Apollon und der Areia, Tochter des Kreters Kleochos. Nach anderen Quellen war seine Mutter Deione oder die Minostochter Akakallis.
Sowohl König Minos als auch dessen Bruder Sarpedon umwarben den Jüngling. Da er Sarpedon wählte und dessen Eromenos wurde, wurden sie von der Insel vertrieben. Sarpedon begab sich darauf nach Lykien und Miletos nach Karien. Dort erschlug er den Asterios, Sohn des Anax, und gründete die Stadt Milet. Er ist der Vater von Byblis und Kaunos.